# Coelogyne zurowetzii
Coelogyne zurowetzii é uma espécie de orquídea epífita, família Orchidaceae, originária de Borneu.